# The Eternal Road

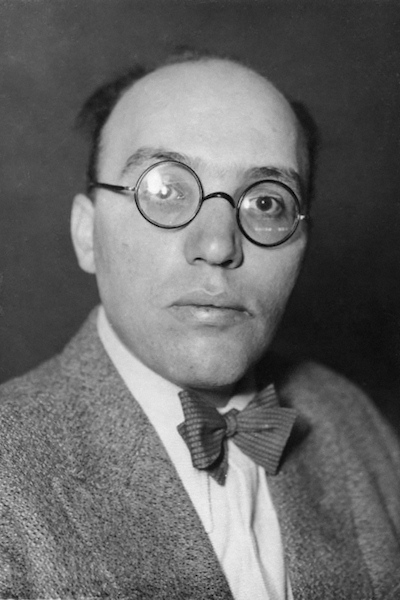
Kurt Weill år 1932.

The Eternal Road (Tyska: Der Weg der Verheißung) är en opera i fyra akter med musik av Kurt Weill och libretto av Franz Werfel översatt till engelska av Ludwig Lewisohn.

## Historia
Weill hade komponerat mycket av musiken till Werfels tyska libretto i Paris redan 1934, men när den amerikanske sionisten Meyer Weisgart beställde operan som ett "musikaliskt svar på Hitler" lät Weill översätta texten till engelska. Operan hade premiär den 4 januari 1937 på Manhattan Center i New York. För den spektakulära föreställningen fick man bygga om hela scenen i fyra nivåer där den "eviga vägen" (The Eternal Road) klättrade sig upp. De ekonomiska kostnaderna täcktes inte ens av fullbelagda salonger, ändå gick föreställningen 153 gånger. I originaluppsättningen framträdde Weills hustru Lotte Lenya som Miriam, och bland de många tal- och sångrollerna märktes bland andra Sam Jaffe, Sidney Lumet (som 13-årig gossopran) och Dick Van Patten (som 8-årig gossopran).
Det faktum att det tyska librettot huvudsakligen översattes till engelska och senare brukades av flera olika välgörenhetsorganisationer under andra världskriget gjorde att den ursprungliga versionen tunnades ut. 1999 gjordes en version med Werfels tyska originaltext i Chemnitz under ledning av dirigenten John Mauceri i samarbete med Brooklyn Academy of Music, Israeli Opera och Krakowoperan.

## Personer
- Rabbinen (tenor)
- Åklagaren (talroll)
- Den blyge (talroll)
- Den rike (talroll)
- Den förskjutne (talroll)
- Hans son (tenor)
- Församlingens ledare (talroll)
- Den fromme (talroll)
- En annan from man (talroll)
- Abraham (baryton)
- Eliezer (baryton)

## Handling
Vid en obestämd tidpunkt samlas en judisk församling i en synagoga för att undkomma förföljelse och pogromer. De finner tröst i rabbinens läsning av torahn och dennes svar till den hånfulle Anklagaren. Synagogan attackeras av beväpnade män men församlingens tro står fast likaväl. 